# A lyga 2001
L'edizione 2001 della A lyga fu la dodicesima del massimo campionato lituano dal ritorno all'indipendenza; vide la vittoria finale dell'FBK Kaunas, giunto al suo 3º titolo.
Capocannoniere del torneo fu Remigijus Pocius (FBK Kaunas), con 22 reti.

## Stagione

### Formula
La formula cambiò leggermente rispetto a quella della passata stagione: questa volta, infatti, non si effettuarono i play-off di promozione / retrocessione, ma le squadre classificate agli ultimi due posti retrocessero diversamente. Kareda Kaunas e Polonija Vilnius retrocessero in quanto divenute formazioni riserva: al loro posto furono ammesse Gelezinis Vilkas Vilnius e Klevas Šiauliai. Al posto della retrocessa Banga Gargzdai, fu promosso il Vėtra Rūdiškės.
Per il resto la formula rimase uguale alla precedente stagione: le 10 squadre si incontrarono, però, in un doppio turno di andata e ritorno, per un totale di 36 partite per squadra.

## Classifica finale
|                     | Pos. | Squadra                  | Pt | G  | V  | N  | P  | GF | GS | DR  |
| ------------------- | ---- | ------------------------ | -- | -- | -- | -- | -- | -- | -- | --- |
| Lituania (bandiera) | 1.   | FBK Kaunas               | 85 | 36 | 26 | 7  | 3  | 76 | 13 | +63 |
|                     | 2.   | Atlantas                 | 69 | 36 | 19 | 12 | 5  | 66 | 29 | +37 |
|                     | 3.   | Žalgiris                 | 69 | 36 | 20 | 9  | 7  | 64 | 39 | +25 |
|                     | 4.   | Ekranas                  | 55 | 36 | 15 | 10 | 11 | 58 | 38 | +20 |
|                     | 5.   | Inkaras Kaunas           | 45 | 36 | 11 | 12 | 13 | 50 | 44 | +6  |
|                     | 6.   | Geležinis Vilkas Vilnius | 36 | 36 | 10 | 6  | 20 | 42 | 69 | -27 |
|                     | 7.   | Nevėžis                  | 35 | 36 | 8  | 11 | 17 | 33 | 54 | -21 |
|                     | 8.   | Sakalas Šiauliai         | 34 | 36 | 7  | 13 | 16 | 32 | 61 | -29 |
|                     | 9.   | Vėtra                    | 32 | 36 | 7  | 11 | 18 | 32 | 57 | -25 |
|                     | 10.  | Dainava Alytus           | 30 | 36 | 7  | 9  | 20 | 34 | 83 | -49 |

Legenda:
      Campione di Lituania e ammessa alla UEFA Champions League 2002-2003.
      Ammessa al turno di qualificazione della Coppa UEFA 2002-2003.
      Ammessa alla Coppa Intertoto 2002.
      Retrocesse in Pirma lyga 2002.
Regolamento:
Tre punti a vittoria, uno a pareggio, zero a sconfitta.